# Premio Hugo per la miglior rappresentazione drammatica, forma breve
Il premio Hugo per la migliore rappresentazione drammatica, forma breve (Hugo Award for Best Dramatic Presentation, Short Form) è un riconoscimento che, in base al regolamento della manifestazione, viene assegnato ad una rappresentazione drammatica di fantascienza o fantasy la cui durata sia inferiore a novanta minuti (esclusa la pubblicità). Il prodotto può essere realizzato su qualsiasi media compresi cinema, televisione, teatro, videogiochi o musica. Il termine "drammatico" è inteso, nel senso classico del termine, come un qualsiasi componimento destinato alla scena, sia esso una tragedia o una commedia.
Questo premio è stato creato nel 2003, dividendo l'originale a seconda della lunghezza dell'opera. Per le opere di durata superiore ai novanta minuti è istituito il premio per le opere lunghe (Hugo Award for Best Dramatic Presentation, Long Form).

## Vincitori e candidati

### Anni 2000
- 2003[2]
  - Conversazioni con l'aldilà (Buffy l'ammazzavampiri) - Nick Marck (regia) e Jane Espenson & Drew Goddard (sceneggiatura)
  - Dietro le quinte (Angel) - Joss Whedon
  - Serenity (Firefly) - Joss Whedon
  - Una notte in infermeria (Star Trek: Enterprise) - David Straiton (regia) e Rick Berman & Brannon Braga (sceneggiatura)
  - Carbon Creek (Star Trek: Enterprise) - James Contner (regia), Rick Berman, Brannon Braga e Dan O'Shannon (soggetto) e Chris Black (sceneggiatura)

- 2004[3]
  - Discorso di accettazione di Gollum agli MTV Movie Awards 2003 - Fran Walsh, Philippa Boyens e Peter Jackson (regia e sceneggiatura)
  - La prescelta (Buffy l'ammazzavampiri) - Joss Whedon
  - Cuore d'oro (Firefly) - Thomas J. Wright (regia) e Brett Matthews (sceneggiatura)
  - Il messaggio (Firefly) - Tim Minear (regia) e Joss Whedon & Tim Minear (sceneggiatura)
  - La stele di Rosetta (Smallville) - James Marshall (regia) e Al Gough & Miles Millar (sceneggiatura)

- 2005[4]
  - 33 minuti (Battlestar Galactica) - Ronald D. Moore (sceneggiatura) e Michael Rymer (regia)
  - Non svaniremo (Angel) - Jeffrey Bell & Joss Whedon (sceneggiatura) e Jeffrey Bell (regia)
  - L'ora del sorriso (Angel) - Joss Whedon & Ben Edlund (soggetto) e Ben Edlund (regia e sceneggiatura)
  - Pilota (Lost) - Jeffrey Lieber, J. J. Abrams & Damon Lindelof (soggetto), J.J. Abrams & Damon Lindelof (sceneggiatura) e J.J. Abrams (regia)
  - Eroi (parte 1) / Eroi (parte 2) (Stargate SG-1) - Robert C. Cooper (sceneggiatura) e Andy Mikita (regia)

- 2006[5]
  - Il bambino vuoto (prima parte) / Il bambino vuoto (seconda parte) (Doctor Who) - Steven Moffat (sceneggiatura) e James Hawes (regia)
  - Scontro mortale (Battlestar Galactica) - Michael Rymer (regia) e Anne Cofell Saunders (sceneggiatura)
  - Cerimonia dei Premi Hugo - Paul McAuley & Kim Newman (interpreti e sceneggiatori) e Mike Moir & Debby Moir (regia)
  - Dalek (Doctor Who) - Joe Ahearne (regia) e Robert Shearman (sceneggiatura)
  - Il padre di Rose (Doctor Who) - Joe Ahearne (regia) e Paul Cornell (sceneggiatura)
  - L'attacco di Jack-Jack - Brad Bird
  - Lucas Back in Anger - Phil Raines (regia) e Phil Raines e Ian Sorensen (sceneggiatura)

- 2007[6]
  - Finestre nel tempo (Doctor Who) - Steven Moffat (sceneggiatura) e Euros Lyn (regia)
  - Un nuovo inizio (Battlestar Galactica) - Bradley Thompson e David Weddle (sceneggiatura) e Jeff Woolnough (regia)
  - L'esercito dei fantasmi (prima parte) / L'esercito dei fantasmi (seconda parte) (Doctor Who) - Russell T. Davies (sceneggiatura) e Graeme Harper (regia)
  - Una vecchia amica (Doctor Who) - Toby Whithouse (sceneggiatura) e James Hawes (regia)
  - 200 (Stargate SG-1) - Brad Wright, Robert C. Cooper, Joseph Mallozzi, Paul Mullie, Carl Binder, Martin Gero & Alan McCullough (sceneggiatura) e Martin Wood (regia)

- 2008[7]
  - Colpo d'occhio (Doctor Who) - Steven Moffat (sceneggiatura) e Hettie Macdonald (regia)
  - Battlestar Galactica: Razor - Michael Taylor (sceneggiatura) e Félix Enríquez Alcalá & Wayne Rose (regia)
  - Natura umana (prima parte) / Natura umana (seconda parte) (Doctor Who) - Paul Cornell (sceneggiatura) e Charles Palmer (regia)
  - World Enough and Time (Star Trek: Phase II) - Michael Reaves & Marc Scott Zicree (sceneggiatura) e Marc Scott Zicree (regia)
  - Il Capitano Jack Harkness (Torchwood) - Catherine Tregenna (sceneggiatura) e Ashley Way (regia)

- 2009[8]
  - Dr. Horrible's Sing-Along Blog - Joss Whedon (regia e sceneggiatura) e Zack Whedon, Jed Whedon & Maurissa Tancharoen (sceneggiatura)
  - Rivelazioni (Battlestar Galactica) - Michael Rymer (regia) e Bradley Thompson & David Weddle (sceneggiatura)
  - Gira a sinistra (Doctor Who) - Graeme Harper (regia) e Russell T Davies (sceneggiatura)
  - Le ombre assassine / Frammenti di memoria (Doctor Who) - Euros Lyn (regia) e Steven Moffat (sceneggiatura)
  - La costante (Lost) - Jack Bender (regia) e Carlton Cuse & Damon Lindelof (sceneggiatura)

### Anni 2010
- 2010[9]
  - L'acqua di Marte (Doctor Who) - Graeme Harper (regia) e Russell T Davies & Phil Ford (sceneggiatura)
  - L'altro Dottore (Doctor Who) - Andy Goddard (regia) e Russell T Davies (sceneggiatura)
  - Il pianeta dei morti (Doctor Who) - James Strong (regia) e Russell T Davies & Gareth Roberts (sceneggiatura)
  - Epitaph One (Dollhouse) - David Solomon (regia), Maurissa Tancharoen & Jed Whedon (sceneggiatura) e Joss Whedon (soggetto)
  - Mai più giorni felici (FlashForward) - David S. Goyer (regia, sceneggiatura), Brannon Braga (sceneggiatura) e Robert J. Sawyer (romanzo)

- 2011[10]
  - La Pandorica si apre / Il Big Bang (Doctor Who) - Toby Haynes (regia) e Steven Moffat (sceneggiatura)
  - Un canto di Natale (Doctor Who) - Toby Haynes (regia) e Steven Moffat (sceneggiatura)
  - Vincent e il Dottore (Doctor Who) - Jonny Campbell (regia) e Richard Curtis (sceneggiatura)
  - Fuck Me, Ray Bradbury - Paul Briganti (regia) e Rachel Bloom (sceneggiatura)
  - The Lost Thing - Shaun Tan (regia, sceneggiatura) e Andrew Ruhemann (regia)

- 2012[11]
  - La moglie del Dottore (Doctor Who) - Richard Clark (regia) e Neil Gaiman (sceneggiatura)
  - Rimedi alla teoria del caos (Community) - Jeff Melman (regia) e Dan Harmon & Chris McKenna (sceneggiatura)
  - La ragazza che ha aspettato (Doctor Who) - Nick Hurran (regia) e Tom MacRae (sceneggiatura)
  - Un uomo buono va in guerra (Doctor Who) - Peter Hoar (regia) e Steven Moffat (sceneggiatura)
  - The Drink Tank's Hugo Acceptance Speech - Christopher J Garcia e James Bacon

- 2013[12]
  - L'assedio (Il Trono di Spade) - Neil Marshall (regia) e George R. R. Martin (romanzo, sceneggiatura)
  - Gli angeli prendono Manhattan (Doctor Who) - Nick Hurran (regia) e Steven Moffat (sceneggiatura)
  - Il manicomio dei Dalek (Doctor Who) - Nick Hurran (regia) e Steven Moffat (sceneggiatura)
  - I pupazzi di Neve (Doctor Who) - Saul Metzstein (regia) e Steven Moffat (sceneggiatura)
  - Lettere di transito (Fringe) - Joe Chappelle (regia), J. J. Abrams, Alex Kurtzman, Roberto Orci, Akiva Goldsman, J. H. Wyman & Jeff Pinkner (sceneggiatura)

- 2014[13]
  - Le piogge di Castamere (Il Trono di Spade) - David Nutter (regia), David Benioff & D. B. Weiss (sceneggiatura) e George R. R. Martin (romanzo)
  - Un'avventura nello spazio e nel tempo - Terry McDonough (regia) e Mark Gatiss (sceneggiatura)
  - Il giorno del Dottore (Doctor Who) - Nick Hurran (regia) e Steven Moffat (sceneggiatura)
  - Il nome del Dottore (Doctor Who) - Saul Metzstein (regia) e Steven Moffat (sceneggiatura)
  - The Five(ish) Doctors Reboot - Peter Davison
  - La variazione allo stato domestico (Orphan Black) - John Fawcett (regia) e Will Pascoe (sceneggiatura)

- 2015[14]
  - Con mezzi mai provati prima (Orphan Black) - John Fawcett (regia) e Graham Manson (sceneggiatura)
  - Ascolta (Doctor Who) - Douglas Mackinnon (regia) e Steven Moffat (sceneggiatura)
  - Una città di eroi (The Flash) - David Nutter (regia), Andrew Kreisberg, Geoff Johns e Greg Berlanti (soggetto, sceneggiatura)
  - Un tempo eravamo Dei (Grimm) - Steven DePaul (regia) e Alan Di Fiore (sceneggiatura)
  - La Vipera e la Montagna (Il Trono di Spade) - Alex Graves (regia), David Benioff & D. B. Weiss (sceneggiatura) e George R. R. Martin (romanzo)

- 2016[15]
  - Sorridi (Jessica Jones) - Michael Rymer (regia), Scott Reynolds, Melissa Rosenberg e Jamie King (sceneggiatura)
  - Mandato dal cielo (Doctor Who) - Rachel Talalay (regia) e Steven Moffat (sceneggiatura)
  - Tormento (Grimm) - Jim Kouf (regia, sceneggiatura) e David Greenwalt (sceneggiatura)
  - The Cutie-Map - Part 1 / The Cutie-Map - Part 2 (My Little Pony - L'amicizia è magica) - Jayson Thiessen & Jim Miller (regia) e Scott Sonneborn, M.A. Larson & Meghan McCarthy (sceneggiatura)
  - L'amico immaginario (Supernatural) - Richard Speight Jr. (regia) e Jenny Klein (sceneggiatura)

- 2017[16]
  - Il risveglio del Leviatano (The Expanse) - Terry McDonough (regia) e Mark Fergus & Hawk Ostby (sceneggiatura)
  - San Junipero (Black Mirror) - Owen Harris (regia) e Charlie Brooker (sceneggiatura)
  - Il ritorno del dottor Mysterio (Doctor Who) - Ed Bazalgette (regia) e Steven Moffat (sceneggiatura)
  - La battaglia dei bastardi (Il Trono di Spade) - Miguel Sapochnik (regia) e David Benioff & D.B. Weiss (sceneggiatura)
  - Il tempo è giunto (Il Trono di Spade) - Jack Bender (regia) e David Benioff & D.B. Weiss (sceneggiatura)
  - Splendor & Misery, album dei Clipping (Daveed Diggs, William Hutson, Jonathan Snipes)

- 2018[17]
  - Il dilemma del tram (The Good Place) - Dean Holland (regia) e Josh Siegal & Dylan Morgan (sceneggiatura)
  - USS Callister (Black Mirror) - Toby Haynes (regia) e William Bridges & Charlie Brooker (sceneggiatura)
  - The Deep, EP dei Clipping (Daveed Diggs, William Hutson, Jonathan Snipes)
  - C'era due volte (Doctor Who) - Rachel Talalay (regia) e Steven Moffat (sceneggiatura)
  - L'azzardo di Michael (The Good Place) - Michael Schur (regia e sceneggiatura)
  - Toglie di senno fin anche i più saggi (Star Trek: Discovery) - David M. Barrett (regia) e Aron Eli Coleite & Jesse Alexander (sceneggiatura)

- 2019
  - (Le) Janet (The Good Place) - Morgan Sackett (regia) e Josh Siegal & Dylan Morgan (sceneggiatura)
  - Dirty Computer - Andrew Donoho e Chuck Lightning (regia) e Janelle Monáe (sceneggiatura)
  - Demoni nel Punjab (Doctor Who) - Jamie Childs (regia) e Vinay Patel (sceneggiatura)
  - Rosa (Doctor Who) - Mark Tonderai (regia) e Malorie Blackman e Chris Chibnall (sceneggiatura)
  - La porta dell'abisso (The Expanse) - Simon Cellan Jones (regia) e Daniel Abraham, Ty Franck e Naren Shankar (sceneggiatura)
  - Jeremy Bearimy (The Good Place) - Trent O'Donnell (regia) e Megan Amram (sceneggiatura)

### Anni 2020
- 2020
  - La risposta (The Good Place) - Valeria Migliassi Collins (regia) e Daniel Schofield (sceneggiatura)
  - Cibola in fiamme (The Expanse) - Breck Eisner (regia) e Daniel Abraham, Ty Franck e Naren Shankar (sceneggiatura)
  - Un dio entra in un bar (Watchmen) - Nicole Kassell (regia) e Jeff Jensen e Damon Lindelof (sceneggiatura)
  - Capitolo 8: Redenzione (The Mandalorian) - Taika Waititi (regia) e Jon Favreau (sceneggiatura)
  - Propositi (Doctor Who) - Wayne Yip (regia) e Chris Chibnall (sceneggiatura)
  - Questo essere straordinario (Watchmen) - Stephen Williams (regia) e Damon Lindelof e Cord Jefferson (sceneggiatura)

- 2021[18]
  - Quando sei pronto (The Good Place) - Michael Schur (regia e sceneggiatura)
  - In fuga dai Judoon (Doctor Who) - Nida Manzoor (regia) e Vinay Patel e Chris Chibnall (sceneggiatura)
  - Gaugamela (The Expanse) - Nick Gomez (regia) e Dan Nowak (sceneggiatura)
  - Il cuore (prima e seconda parte) (She-Ra e le principesse guerriere) - Jen Bennett e Kiki Manrique (regia) e Josie Campbell e Noelle Stevenson (sceneggiatura)
  - Capitolo 13: La Jedi (The Mandalorian) - Dave Filoni (regia e sceneggiatura)
  - Capitolo 16: Il salvataggio (The Mandalorian) - Peyton Reed (regia) e Jon Favreau (sceneggiatura)

- 2022
  - Nemesi (The Expanse) - Breck Eisner (regia) e Daniel Abraham, Ty Franck e Naren Shankar (sceneggiatura)
  - Il mostro che hai creato (Arcane) - Pascal Charrue e Arnaud Delord (regia) e Christian Linke e Alex Yee (sceneggiatura)
  - Il Grigio (For All Mankind) - Sergio Mimica-Gezzan (regia) e Matt Wolpert e Ben Nevidi (sceneggiatura)
  - L'evento Nexus (Loki) - Kate Herron (regia) e Eric Martin (sceneggiatura)
  - wej Duj (Star Trek: Lower Decks) - Bob Suarez (regia) e Kathryn Lyn (sceneggiatura)
  - La Fiamma di Tar Valon (La Ruota del Tempo) - Salli Richardson-Whitfield (regia) e Justine Juel Gillmer (sceneggiatura)

- 2023
  - Babylon's Ashes (The Expanse) - Breck Eisner (regia) e Daniel Abraham, Ty Franck e Naren Shankar (sceneggiatura)
  - Una via d'uscita (Andor) - Toby Haynes (regia) e Beau Willimon, Tony Gilroy e George Lucas (sceneggiatura)
  - Lampi di ribellione (Andor) - Benjamin Caron (regia) e Tony Gilroy e George Lucas (sceneggiatura)
  - Straniero in terra straniera (For All Mankind) - Craig Zisk (regia) e Matt Wolpert e Ben Nedivi (sceneggiatura)
  - Chi è la protagonista? (She-Hulk: Attorney at Law) - Kat Coiro (regia) e Jessica Gao, Francesca Gailes e Jacqueline Gailes (sceneggiatura)
  - Capitolo quattro: Caro Billy (Stranger Things) - Shawn Levy (regia) e Matt Duffer, Ross Duffer e Paul Dichter (sceneggiatura)

- 2024
  - Molto, molto tempo (The Last of Us) - Peter Hoar (regia) e Craig Mazin e Neil Druckmann (sceneggiatura)
  - The Giggle (Doctor Who) - Chanya Button (regia) e Russell T Davies (sceneggiatura)
  - Gloriosi propositi (Loki) - Justin Benson e Aaron Moorhead (regia) e Eric Martin, Michael Waldron e Katharyn Blair (sceneggiatura)
  - Tutti onorati scienziati (Star Trek: Strange New Worlds) - Jonathan Frakes (regia) e Kathryn Lyn e Bill Wolkoff (sceneggiatura)
  - Rapsodia subspaziale (Star Trek: Strange New Worlds) - Dermott Downs (regia) e Dana Horgan e Bill Wolkoff (sceneggiatura)
  - Wild Blue Yonder (Doctor Who) - Tom Kingsley (regia) e Russell T Davies (sceneggiatura)